# Consejo Nacional de la Economía y del Trabajo

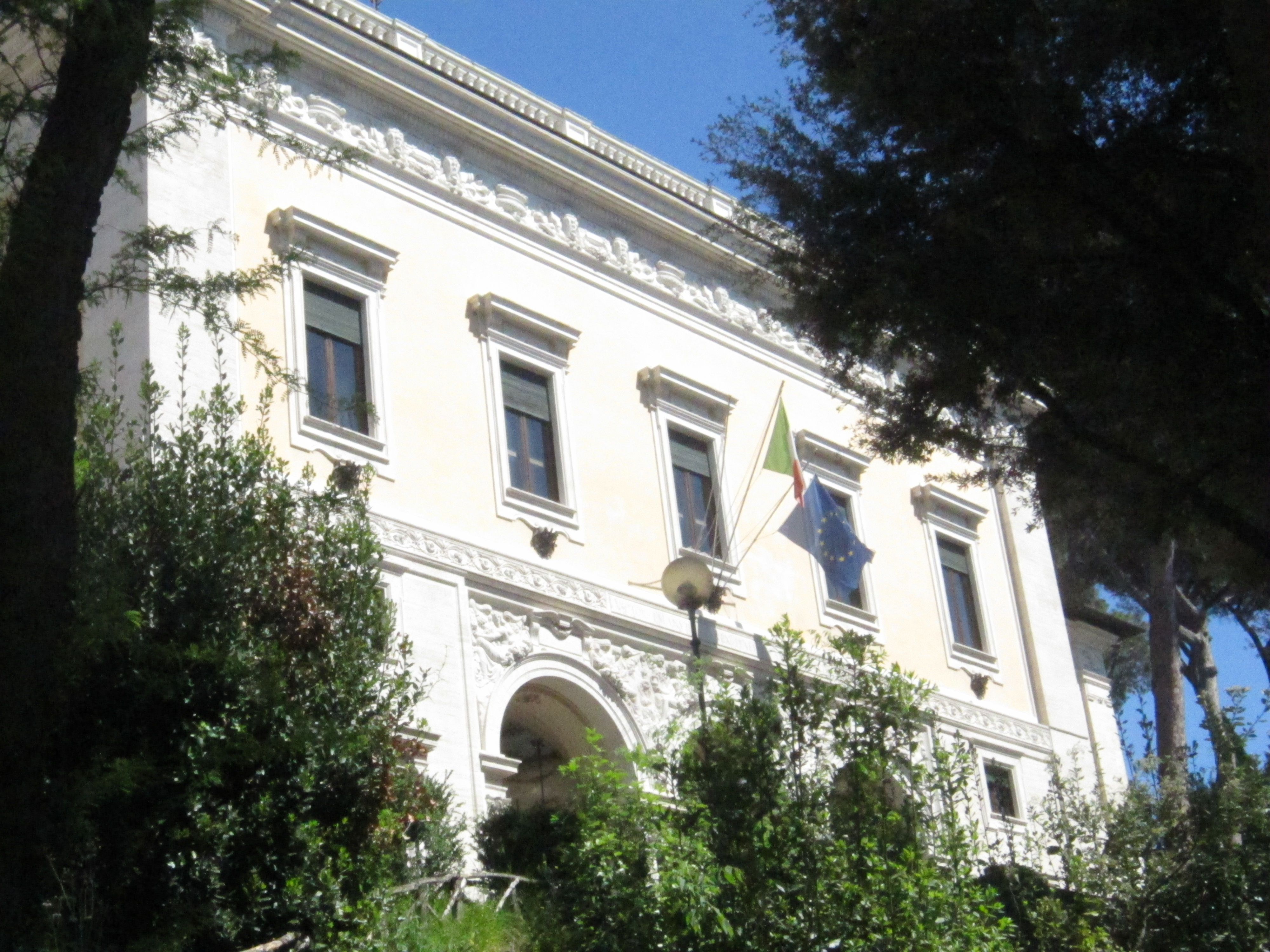
Villa Lubin, sede del Consejo Nacional de la Economía y del Trabajo.

El Consejo Nacional de la Economía y del Trabajo (en idioma italiano: Consiglio Nazionale dell'Economía e del Lavoro) -CNEL- está previsto en la Constitución de la República Italiana en el art. 99 que lo define:

«Órgano de consulta de la Cámara y del Gobierno para las materias y las funciones que le atribuye la ley. Tiene la iniciativa legislativa y de contribuir a la elaboración de la legislación económica y social dentro de los límites que establece la ley».

Los mandatos del Consejo tienen una duración de 5 años. El Presidente es nombrado por elección de los componentes, con Decreto del Presidente de la República.
El CNEL está compuesto de 65 consejeros:
- Presidente
- 10 expertos elegidos entre cualificados exponentes de la cultura económica, social y jurídica;
- 48 representantes de observatorios del sector público y privado
  - 19 representantes de los trabajadores
  - 3 representantes de los mánager del sector público y privado
  - 9 representantes del trabajo autónomo
  - 17 representantes de las empresas
- 6 representantes de las asociaciones de promoción social y de las organizaciones del voluntariado.